# Lavenone
Lavenone är en ort och kommun i provinsen Brescia i regionen Lombardiet i Italien. Kommunen hade 516 invånare (2018).